# Basket vid olympiska sommarspelen för ungdomar 2018
Basket vid olympiska sommarspelen för ungdomar 2018 spelades den 7–17 oktober på Parque Mujeres Argentinas i Buenos Aires. Man spelade dels i 3x3, dels i en utslagningstävling gällande bollskicklighet för respektive flickor och pojkar. 159 spelare från 33 nationer deltog.

## Medaljörer
| Event                           | Guld                        | Silver                      | Brons                   |
| Pojkturnering Detaljer...       | Argentina                   | Belgien                     | Slovenien               |
| Flickturnering Detaljer...      | USA                         | Frankrike                   | Australien              |
| Pojkar, dunktävling Detaljer... | Fausto Ruesga Argentina     | Nikita Remizov Ryssland     | Niccolo Filoni Italien  |
| Flickor, shoot-out Detaljer...  | Mathilde Peyregne Frankrike | Katerina Galickova Tjeckien | Sofia Acevedo Argentina |